# Mariano Calcio
L'Unione Sportiva Dilettantistica Mariano Calcio è una società calcistica di Mariano Comense, in provincia di Como. Attualmente milita nel campionato di Eccellenza.
Nella sua storia ha disputato 12 edizioni dell'Interregionale e nella stagione sportiva 2017-2018 ha vinto la Coppa Italia Dilettanti Lombardia.

## Storia
La storia del Mariano Calcio inizia nel lontano 1930 anno in cui viene fondato con il nome di "U.S. Impero" che disputava le proprie partite casalinghe su un campo situato nella zona della attuale Caserma dei Carabinieri. Nel periodo precedente alla seconda guerra mondiale negli anni che vanno dal 1936 al 1940, viene svolta attività sportiva in Prima Divisione regionale.
Terminata la guerra, prende corpo il "Mariano" con i colori sociali nero-azzurri. Il club svolge la sua attività nel campo comunale situato in via per Cabiate, dove nel 1954 viene costruita una tribuna coperta da oltre 250 posti a sedere. L’anno 1961 è molto importante per la storia del Mariano: infatti Mariano e Sanrocchese, società che giocava all’Oratorio San Rocco (luogo da cui prese il nome), si univano e veniva fondata la nuova società chiamata "U.S.O. Mariano" coi i colori attuali giallo blu, simili a quello del gonfalone comunale.
Per circa vent’anni la squadra milita nei campionati di Seconda Categoria. Viene quindi cambiata ancora la denominazione sociale diventando "U.S. Mariano Calcio" e viene promossa in Prima Categoria e nel 1986 in Promozione. 
Dopo solo due stagioni, la vittoria nel campionato di Promozione permette ai calciatori, quasi tutti nati e residenti a Mariano, di accedere alla massima categoria dilettanti chiamata all'epoca "Interregionale" restando per oltre 12 anni in questa categoria con risultati molto soddisfacenti.
Dal 2000 (esclusa la stagione 2016-2017 dove è stata retrocessa in Promozione ed alle stagioni 2022-2023 e 2023-2024) la squadra ha militato nel campionato di Eccellenza Lombardia.

## Stadio
Stadio Comunale Città di Mariano Comense, via per Cabiate, Mariano Comense (CO).

Impianto sportivo con tribuna coperta e oltre 1 000 posti a sedere.

## Palmarès

### Competizioni interregionali
- Promozione: 1

1951-1952 (girone A)

### Competizioni regionali
- Promozione: 2

1987-1988 (girone A), 2023-2024 (girone B)
- Prima Categoria: 1

1985-1986
- Coppa Italia Dilettanti Lombardia: 1

2017-2018

### Competizioni provinciali
- Terza Categoria: 1

1963-1964

## Organigramma
- Presidente: Carlo Tagliabue
- Presidente esecutivo:
- Vicepresidente responsabile prima squadra: Emilio Rovagnati
- Vicepresidente: Sergio Ronzoni
- Consiglieri: Tino Cappellini, Gianni Chiodi, Carlo Colciago, Arnaldo Galbiati.
- Direttore generale: Mauro Bernardi
- Segretario: Michele Daffinoti
- Coordinatore tecnico settore giovanile: Arnaldo Galbiati